# Windows Image Acquisition
Windows Image Acquisition (WIA) ist eine Bildverarbeitungsschnittstelle, die mit TWAIN verglichen werden kann. WIA dient dem Datenaustausch zwischen Grafiksoftware und Scannern, Digitalkameras, samt Tethered Shooting, sowie anderen Digital-Video-Geräten. Die meisten neuen Scanner unterstützen WIA, auch wenn sie nicht ausdrücklich in der von Microsoft zur Verfügung gestellten Liste (siehe unten) aufgenommen sind.

## Anwendungen, die WIA nutzen
- ACDSee
- CorelDraw Graphics Suite
- FastStone Image Viewer
- IrfanView
- Paint.NET
- PaintShop Pro
- PhotoLine
- Photoshop
- XnView